# 舞羽美海
舞羽 美海（まいはね みみ、8月22日 - ）は、日本の女優。元宝塚歌劇団雪組トップ娘役。
兵庫県西宮市、百合学院高等学校出身。身長160cm。愛称は「みみ」。
所属事務所は松竹エンタテインメント。

## 来歴
2005年、宝塚音楽学校入学。
2007年、音楽学校卒業後、宝塚歌劇団に93期生として入団。入団時の成績は14番。星組公演「さくら／シークレット・ハンター」で初舞台。その後、雪組に配属。
可憐な容姿で早くから注目を集め、2008年の「マリポーサの花」で新人公演初ヒロイン。入団2年目での抜擢となった。
2009年の「忘れ雪」（バウホール・日本青年館公演）で、バウホール・東上公演初ヒロイン。後にコンビを組むこととなる音月桂の相手役を務める。
2010年の「オネーギン」（日本青年館・バウホール公演）で、専科理事の轟悠の相手役を務め、3度目の東上公演ヒロイン。
2011年、音月桂トップ大劇場お披露目となる「ロミオとジュリエット」で、ヒロインのジュリエット役に夢華あみとダブルキャストで抜擢。同年、雪組トップ娘役に就任し、「仮面の男／ROYAL STRAIGHT FLUSH!!」で、音月とのトップコンビ大劇場お披露目。
いつも笑顔を絶やさない可憐でキュートな娘役として活躍したが、2012年12月24日、「JIN-仁-／GOLD SPARK!」東京公演千秋楽をもって、宝塚歌劇団を音月と同時退団。
退団後は松竹エンタテインメント所属となり、舞台や映像を中心に活動している。

## 宝塚歌劇団時代の主な舞台

### 初舞台
- 2007年3 - 4月、星組『さくら』『シークレット・ハンター』（宝塚大劇場のみ）[2]

### 雪組時代
- 2008年1 - 3月、『君を愛してる-Je t'aime-』 - 新人公演：ミミ（本役：涼花リサ）『ミロワール』
- 2008年5 - 6月、『凍てついた明日』（バウホール） - メアリー・オーディア[注釈 1][16]
- 2008年8 - 11月、『ソロモンの指輪』『マリポーサの花』 - ブランカ、新人公演：セリア（本役：白羽ゆり） 新人公演初ヒロイン[6][2]
- 2009年1月、『忘れ雪』（バウホール・日本青年館） - 橘深雪 バウ・東上初ヒロイン[8][2]
- 2009年3 - 5月、『風の錦絵』『ZORRO 仮面のメサイア』 - ファナ、新人公演：夜の稲妻（本役：愛原実花）
- 2009年7 - 10月、『ロシアン・ブルー』 - エレナ・ネコタナ、新人公演：ロビン・スペンサー（本役：大月さゆ）『RIO DE BRAVO!!（リオ デ ブラボー）』
- 2009年11 - 12月、『雪景色』（バウホール・日本青年館） - お咲／お菊／常磐木姫 東上ヒロイン
- 2010年2 - 4月、『ソルフェリーノの夜明け』 - ロージー、新人公演：シスター・メーラー（本役：飛鳥裕）『Carnevale（カルネヴァーレ）睡夢（すいむ）』
- 2010年6 - 9月、『ロジェ』 - マリア、新人公演：カミーラ（本役：花帆杏奈）『ロック・オン!』
- 2010年10 - 11月、『オネーギンEvgeny Onegin』（日本青年館・バウホール） - タチヤーナ・ラーリナ（ターニャ） 東上ヒロイン[8][9]
- 2011年1 - 3月、『ロミオとジュリエット』 - ジュリエット[注釈 2] 大劇場ヒロイン[10][11]

### 雪組トップ娘役時代
- 2011年4 - 5月、『黒い瞳』 - マリア・イヴァーノブナ（マーシャ）／雪の少女『ロック・オン!』（全国ツアー） トップお披露目公演[2][17]
- 2011年7月、『ハウ・トゥー・サクシード』（梅田芸術劇場） - ローズマリー・ピルキントン[17]
- 2011年9 - 11月、『仮面の男』 - ルイーズ・ド・ラ・ヴァリエール『ROYAL STRAIGHT FLUSH!!』 大劇場トップお披露目公演[12][13]
- 2011年12 - 2012年1月、『Samourai』（ドラマシティ・日本青年館） - マリー・ド・モンブラン
- 2012年3 - 5月、『ドン・カルロス』 - レオノール『Shining Rhythm!』
- 2012年7 - 8月、『フットルース』（梅田芸術劇場・博多座） - アリエル・ムーア[17][18]
- 2012年10 - 12月、『JIN-仁-』 - 橘咲／結命『GOLD SPARK!-この一瞬を永遠に-』 退団公演[15][4][2]

### 出演イベント
- 2008年12月、タカラヅカスペシャル2008『La Festa!』
- 2009年12月、タカラヅカスペシャル2009『WAY TO GLORY』
- 2010年12月、タカラヅカスペシャル2010『FOREVER TAKARAZUKA』

## 宝塚歌劇団退団後の主な活動

### 舞台
- 2013年4 - 5月、『チョンガンネ〜おいしい人生お届けします〜』（本多劇場・森ノ宮ピロティホール） - パク・スジン[17]
- 2013年6 - 7月、『SAMURAI挽歌III』（紀伊國屋ホール・SAYAKAホール・南文化小劇場・ももちパレス） - 伊織[17]
- 2014年2月、『道頓堀喜劇祭り』（大阪松竹座） - 二郎の妻房枝
- 2014年9月、『道頓堀パラダイス〜夢の道頓堀レビュー誕生物語〜』（大阪松竹座） - 片瀬春子[19][16]
- 2015年8 - 9月、『ドリアン・グレイの肖像』（中劇場・森ノ宮ピロティホール・キャナルシティ劇場） - シビル・ヴェイン[5][16]
- 2015年11 - 2016年1月、『ダンス・オブ・ヴァンパイア』（帝国劇場・梅田芸術劇場・愛知県芸術劇場） - サラ[注釈 3][5][16]
- 2016年3月、『リビング』（赤坂RED/THEATER） - シズカ[16]
- 2016年7 - 8月、『ピーターパン』（東京国際フォーラム） - ダーリング夫人／タイガー・リリー[16]
- 2017年12月、『Pukul（プクル）-時を刻む鼓動-』（日本青年館・ドラマシティ）[20]
- 2018年3 - 4月、『陰陽師〜平安絵巻〜』（日本青年館・深圳保利劇院・虹橋芸術センター・北京展覧館劇場） - 八百比丘尼[21]
- 2018年12月、『ダンスカンタービレ 2018』（博品館劇場）[22][18]
- 2019年2月、『新説諸国譚 TAMETOMO』（大塚国際美術館） - 真鶴[23]
- 2019年7月、『天の河伝説』（博品館劇場）
- 2019年7月、『怪談 牡丹燈籠』（三越劇場） - お国／お露[24]
- 2019年12月、『大阪環状線〜君の歌声が聴きたくて1985〜』（大阪松竹座） - 真由[25]
- 2020年1 - 2月、『鬼滅の刃』（天王洲 銀河劇場・AiiA 2.5 Theater Kobe） - 珠世[26]
- 2020年2月、『NOBUNAGA』（大塚国際美術館） - イサドラ[27]
- 2020年10月、『Fate/Grand Order THE STAGE-冠位時間神殿ソロモン-』（TACHIKAWA STAGE GARDEN・東京国際フォーラム） - レオナルド・ダ・ヴィンチ[28][18]
- 2020年12月、『I'll Be Home For Christmas〜クリスマスは家にいて〜』（浅草九劇）[29]
- 2021年7月、『ル・シッド』（あうるすぽっと） - シメーヌ[30][18]
- 2021年10月、『ODYSSEY 2021』（博品館劇場）[18]
- 2022年8 - 10月、『サラリーマンナイトフィーバー』（全国） - 亜衣子[31]
- 2023年1月、『進撃の巨人-the Musical-』（オリックス劇場・日本青年館） - カルラ・イェーガー[32]
- 2023年3月、『ソングマン〜翔べ!三ツ矢高校・男子コーラス部〜』（一関文化センター・スペース・ゼロ）[33]
- 2023年7月、『Run For Your Wife』（あうるすぽっと） - メアリー・スミス[34]
- 2023年9月、『窯変源氏物語-夕顔-』（あうるすぽっと）[35]
- 2023年10 - 11月、『Greatest Dream』（東京建物 Brillia HALL・梅田芸術劇場）[36]
- 2023年12 - 2024年1月、『ヴィヴァルディ-四季-』（ウインクあいち・兵庫県立芸術文化センター・新国立劇場） - アンナ・マリア[37]
- 2024年10月、『ATTACK on TITAN: The Musical』（New York City Center） - カルラ・イェーガー[38]
- 2024年12 - 2025年1月、『進撃の巨人-the Musical-』（TOKYO DOME CITY HALL・オリックス劇場） - カルラ・イェーガー[39]
- 2025年1 - 2月、『TRANS』（シアター・アルファ東京） - 礼子[40]
- 2025年2月、『其噂妖狐譚 -そのうわさだっきものがたり-』（春秋座・あうるすぽっと）  - 張楊[41]
- 2025年3月、『インサイド・ウィリアム』（三越劇場） - ジュリエット[42]
- 2025年4 - 5月、『未来へのOne Step！～世界を結ぶ愛の歌声～』（関西万博EXPOホール「シャインハット」・東京国際フォーラム・梅田芸術劇場）[43]
- 2025年7月、『永久保貴一の極めて怖い話 2025』（浅草花劇場）[44]
- 2025年12月、『スイートホーム ビターホーム』（大阪松竹座・北國新聞赤羽ホール・シアターH） - 段田晴菜[45]
- 2026年2 - 3月、『刀剣乱舞 禺伝 矛盾源氏物語〜再演〜』（2026年2月 - 3月〈予定〉、東京・大阪・福岡） - 藤壺女御[46]

### テレビドラマ
- 連続ドラマW（WOWOW）
  - LINK（2013年10月6日-11月3日） - 上田真弓
  - 沈まぬ太陽（2016年7月-）
- 月曜ゴールデン「新 法廷荒らし 猪狩文助〜終の棲家〜」（2015年3月16日、TBS） - 夏目理恵子
- 昼ドラ「プラチナエイジ」（2015年4月21日、東海テレビ） - 占い師・江の島ルビー
- 金曜プレミアム「名探偵 神津恭介2 呪縛の家」（2015年7月10日、フジテレビ） - 倉橋烈子（モデルのSAYA）
- 大阪環状線 ひと駅ごとの愛物語 Station2玉造駅「私のカレは幸村様」（2016年1月19日、関西テレビ） - 信子[47]
- 連続テレビ小説「あさが来た」（2016年3月7日 - 9日、NHK） - ツゲ
- 早子先生、結婚するって本当ですか?（2016年4月 - 6月、フジテレビ）羽村舞[48]
- プリンセスメゾン（2016年10月 - 、NHK BSプレミアム） - 阿久津マリエ
- アイドル×戦士 ミラクルちゅーんず!（2017年4月 - 2018年3月、テレビ東京） - 音楽の女神
- 山女日記〜山フェスに行こう／アルプスの女王〜（2017年10月29日 - 11月5日、NHK BSプレミアム） - 熊田結衣
- 木曜ミステリー「刑事ゼロ」第5話（2019年2月7日 、テレビ朝日） - 関口成美
- 恐怖新聞（2020年、フジテレビ）第3話ゲスト - 大井川明日香
- ポリス×戦士 ラブパトリーナ! 第33話ゲスト（2021年3月14日、テレビ東京） - 草柳青葉

### 映画
- 超高速!参勤交代（2014年6月21日公開） - 琴姫[16]
- マザー（2014年9月27日公開） - 若草さくら[16][49]
- 超高速!参勤交代 リターンズ（2016年9月10日公開） - 琴姫
- 大コメ騒動（2021年1月8日公開）

### テレビアニメ
- ポケットモンスター（2023年 - 2025年、テレビ東京） - アゲート[50]
- オーイ! とんぼ（2024年、テレビ東京） - 安谷屋洋子[51]
- 僕のヒーローアカデミア（2024年、日本テレビ） - ミハエラ、村民、メリル
- ヴィジランテ-僕のヒーローアカデミア ILLEGALS-（2025年、TOKYO MX） - ナックルの妻[初出 1]、珠緒の母[初出 2]

## 受賞歴
- 2011年、『宝塚歌劇団年度賞』 - 2010年度新人賞[52]
- 2012年、『宝塚歌劇団年度賞』 - 2011年度努力賞[53]